# جيلسون سيلفا
جيلسون سيلفا (بالإنجليزية: silva gilson)‏ لاعب هجوم في نادي جمعية أريانة سيلفا السنة 2006 ثم بطولة تونس سنة 2007 ودوري أبطال أفريقيا ويلعب مع منتخب الرأس الأخضر عام 2007 وقد لاعبً مع نادي النجم الساحلي التونسي مثمرة للفريق وساهم بفضل عطائه في بلوغ الفريق لأعلى المراتب قبل أن يدفعه عشقه للمدينة التي صنعت نجمه إلى التزوج بإحدى بناتها والاستقرار بين عائلتها إلى أن ألقته خارجه وتراجع مستواه الكروية.

## حياته
اتخذت السلطات التونسية مساء أمس الاثنين قرار بترحيل المهاجم جيلسون سيلفا إلى موطنه الرأس الأخضر، وذلك بعد العثور عليه في حالة يرثى لها بإحدى الحدائق العمومية بمحافظة أريانة المتلاصقة بالعاصمة تونس، وذلك وفقا لخبر أوردته موزاييك أف أم التونسية.

## روابط خارجية
- جيلسون سيلفا على موقع الاتحاد الدولي (مؤرشف)  (الإنجليزية)
- جيلسون سيلفا على موقع قاعدة بيانات كرة القدم.إي يو (الإنجليزية)
- جيلسون سيلفا على موقع ناشيونال فوتبول تيمز (الإنجليزية)
- جيلسون سيلفا على موقع Soccerway.com (الإنجليزية)